# 516 a. C.
El año 516 a. C. fue un año del calendario romano prejuliano. En el Imperio Romano, fue conocido como el año 238 Ab Urbe condita.

## Acontecimientos
- El ateniense Milcíades se instala en Tracia.
- Fin de la conquista de Gandhara y del Río Indo por el rey persa Darío I.
- Los judíos concluyen la reconstrucción del Templo de Jerusalén. Para la tradición judía, esta fecha marca el verdadero fin del exilio babilónico.[1]